# Драготова, Анежка
Анежка Драготова (чеш. Anežka Drahotová) — чешская легкоатлетка и велогонщица.

## Спортивная карьера

#### Лёгкая атлетика
Выступать на международных соревнованиях начала в 2011 году. Заняла 6-е место в заходе на 5000 м на чемпионате мира среди юношей 2011 года. В 2012 году на Пражском полумарафоне заняла 15-е место — 1:19.33.
Чемпионка Европы среди юниоров 2013 года в заходе на 10 000 м с рекордом Чехии — 44.15,87. Выступала на чемпионате мира 2013 года в Москве в заходе на 20 км, на котором повторила национальный рекорд — 1:29.05.
16 марта заняла 3-е место на соревнованиях Lugano Trophy в Лугано, где установила рекорд Чехии в ходьбе на 20 км — 1:28.13. 12 апреля выиграла заход на 20 км в городе Подебрады, показав время 1:29.43. На чемпионате мира среди юниоров 2014 года выиграла золотую медаль в с/х на 10 000 метров с новым мировым рекордом — 42.47,25. Она превзошла предыдущий рекорд Елены Лашмановой — 42.59,48.

#### Велоспорт
На чемпионате мира по шоссейным велогонкам 2013 года заняла 19-е место в групповой гонке среди юниоров.

## Семья
Её сестра-близнец Элишка Драготова — также легкоатлетка.